# Lucille Clifton
Lucille Clifton (27 de junho de 1936 - 13 de fevereiro de 2010) foi uma escritora e poeta norte-americana. Tópicos comum em sua poesia incluem a celebração da herança afro-americana, e temas feministas, com particular ênfase para o corpo feminino.

## Trabalho poético
Lucille Clifton traçou as raízes de sua família no Reino do Daomé, na África Ocidental, hoje Benim. Enquanto crescia, sua mãe dizia: "Tenha orgulho, você é mulher do Daomé!". Ela cita como um de seus ancestrais a primeira mulher negra a ser "legalmente enforcada" por homicídio culposo no estado de Kentucky durante a época da escravidão nos Estados Unidos. As meninas de sua família nascem com um dedo a mais em cada mão, uma característica genética conhecida como polidactilia. Os dois dedos extras de Lucille foram amputados cirurgicamente quando ela era uma criança pequena, uma prática comum na época por motivos de superstição e estigma social. Seus "dois dedos fantasmas" e suas atividades se tornaram um tema em sua poesia e em outras obras. Problemas de saúde em seus últimos anos incluíam gota dolorosa, que lhe deu alguma dificuldade para andar.
Sua série de livros infantis sobre um jovem negro começou com Some of the Days of Everett Anderson, em 1970. Everett Anderson, um personagem recorrente em muitos de seus livros, falava em inglês afro-americano e lidava com problemas sociais da vida real. Seu trabalho é apresentado em antologias como My Black Me: A Beginning Book of Black Poetry (ed. Arnold Adoff), A Poema of Her Own: Voices of American Women Yesterday and Today (ed. Catherine Clinton), Black Stars: African American Women Writers (ed. Brenda Scott Wilkinson), Daughters of Africa (ed. Margaret Busby) e Bedrock: Writers on the Wonders of Geology (eds Lauret E. Savoy, Eldridge M. Moorese Judith E. Moores (Trinity University Press). Os estudos sobre a vida e os escritos de Clifton incluem Wild Blessings: The Poetry of Lucille Clifton (LSU Press, 2004), de Hilary Holladay, e Lucille Clifton: Her Life and Letters (Praeger, 2006), de Mary Jane Lupton.

## Trabalhos (em inglês)

### Coleções de poesia
- Good Times, New York: Random House, 1969
- Good News About the Earth, New York: Random House, 1972
- An Ordinary Woman, New York: Random House, 1974)
- Two-Headed Woman, University of Massachusetts Press, Amherst, 1980
- Good Woman: Poems and a Memoir: 1969–1980, Brockport: BOA Editions, 1987 — finalist for the 1988 Pulitzer Prize[3]
- Next: New Poems, Brockport: BOA Editions, Ltd., 1987 —finalist for the 1988 Pulitzer Prize[3]
- Ten Oxherding Pictures, Santa Cruz: Moving Parts Press, 1988
- Quilting: Poems 1987–1990, Brockport: BOA Editions, 1991, ISBN 978-0-918526-81-6
- The Book of Light, Port Townsend: Copper Canyon Press, 1993
- The Terrible Stories, Brockport: BOA Editions, 1996
- Blessing The Boats: New and Collected Poems 1988–2000, Rochester: BOA Editions, 2000, ISBN 978-1-880238-88-2; Paw Prints, 2008, ISBN 978-1-4395-0356-0 —winner of the National Book Award[4]
- Mercy, Rochester: BOA Editions, 2004, ISBN 978-1-929918-55-3
- Voices, Rochester: BOA Editions, 2008, ISBN 978-1-934414-12-5
- The Collected Poems of Lucille Clifton, Rochester, BOA Editions, 2012 ISBN 978-1-934414-90-3

### Livros infantis
- Three Wishes (Doubleday)
- The Boy Who Didn't Believe In Spring (Penguin)
- The Lucky Stone. [S.l.]: Delacorte Press. 1979. ISBN 978-0-440-05122-0; Reprint Yearling Books, ISBN 978-0-307-53795-9
- The Times They Used To Be (Henry Holt & Co)
- All Us Come Cross the Water ( Henry Holt)
- My Friend Jacob (Dutton)
- Amifika (Dutton)
- Sonora the Beautiful (Dutton)
- The Black B C's (Dutton)
- The Palm of My Heart: Poetry by African American Children. Introduction by Lucille Clifton (San Val)

### A série Everett Anderson
- Everett Anderson's Goodbye (Henry Holt)
- One of the Problems of Everett Anderson (Henry Holt)
- Everett Anderson's Friend (Henry Holt)
- Everett Anderson's Christmas Coming (Henry Holt)
- Everett Anderson's 1-2-3 (Henry Holt)
- Everett Anderson's Year (Henry Holt)
- Some of the Days of Everett Anderson (Henry Holt)
- Everett Anderson's Nine Month Long (Henry Holt)

### Não ficção
- Generations: A Memoir, Random House, New York, 1976, ISBN 978-0-394-46155-7